# Noordse combinatie op de Olympische Winterspelen 2014
Noordse combinatie is een van de sportdisciplines die binnen de olympische sport skiën werden beoefend tijdens de Olympische Winterspelen 2014 in Sotsji. De wedstrijden vonden plaats op het schansspringcomplex RusSki Gorki in Krasnaja Poljana.

## Wedstrijdschema
| Datum       | Lokale tijd | MET         | Onderdeel                |                    |
| ----------- | ----------- | ----------- | ------------------------ | ------------------ |
| 07 februari | 20:00       | 17:00       | Openingsceremonie        |                    |
| 12 februari | 12:30 16:30 | 09:30 13:30 | Gundersen normale schans |                    |
| 18 februari | 13:00 16:00 | 10:00 13:00 | Gundersen grote schans   |                    |
| 20 februari | 11:30 15:00 | 08:30 12:00 | Landenwedstrijd          |                    |
| 23 februari | 20:00       | 17:00       | Sluitingsceremonie       | Sluitingsceremonie |

## Medailles
| Onderdeel    | Goud | Goud                                                   | Zilver | Zilver                                                      | Brons | Brons                                                        |
| ------------ | ---- | ------------------------------------------------------ | ------ | ----------------------------------------------------------- | ----- | ------------------------------------------------------------ |
| Gundersen NH | GER  | Eric Frenzel                                           | JPN    | Akito Watabe                                                | NOR   | Magnus Krog                                                  |
| Gundersen LH | NOR  | Jørgen Gråbak                                          | NOR    | Magnus Moan                                                 | GER   | Fabian Rießle                                                |
| Team         | NOR  | Magnus Moan Håvard Klemetsen Magnus Krog Jørgen Gråbak | GER    | Eric Frenzel Björn Kircheisen Johannes Rydzek Fabian Rießle | AUT   | Lukas Klapfer Christoph Bieler Bernhard Gruber Mario Stecher |

### Medaillespiegel
| Plaats | Land       | NOC    | Goud | Zilver | Brons | Totaal |
| ------ | ---------- | ------ | ---- | ------ | ----- | ------ |
| 1      | Noorwegen  | NOR    | 2    | 1      | 1     | 4      |
| 2      | Duitsland  | GER    | 1    | 1      | 1     | 3      |
| 3      | Japan      | JPN    | 0    | 1      | 0     | 1      |
| 4      | Oostenrijk | AUT    | 0    | 0      | 1     | 1      |
| Totaal | Totaal     | Totaal | 3    | 3      | 3     | 9      |